# Joe Garcia
Jose Antonio Garcia , Jr., detto Joe (Miami Beach, 12 ottobre 1963), è un politico e avvocato statunitense, membro della Camera dei Rappresentanti per lo stato della Florida dal 2013 al 2015.

## Biografia
Nato a Miami Beach, Garcia è figlio di due immigrati cubani fuggiti dalla propria patria dopo la rivoluzione che portò al potere Fidel Castro. Garcia studiò all'Università di Miami e si laureò in legge per poi divenire avvocato.
In seguito Garcia si occupò di varie associazioni per la difesa dei diritti civili e fu attivo nella sede locale del Partito Democratico.
Nel 2008 si candidò alla Camera dei Rappresentanti, ma venne sconfitto dal repubblicano in carica Mario Díaz-Balart. Nel 2009 il Presidente Obama gli affidò un incarico all'interno del Dipartimento dell'Energia.
Nel 2010 Garcia si ricandidò alla Camera, ma questa volta venne sconfitto dall'avversario repubblicano David Rivera. Due anni dopo Rivera si ricandidò e Garcia lo sfidò per la seconda volta, riuscendo a sconfiggerlo con un ampio margine, anche grazie ad alcuni scandali in cui Rivera era stato coinvolto. Due anni dopo, Garcia chiese un altro mandato da deputato ma venne sconfitto dal repubblicano Carlos Curbelo e fu costretto a lasciare il Congresso.
Garcia è stato sposato con Aileen Ugalde e i due hanno avuto una figlia, Gabriela.